# Unimate

Schematizzazione del Unimate robot

Unimate fu il primo robot industriale, creato per la General Motors e installato nello stabilimento Inland Fisher Guide Plant a Ewing (New Jersey), nel 1961.

## Storia
Fu inventato da George Devol negli anni '50 e basato sul brevetto registrato nel 1954 e pubblicato nel 1961 (US Patent 2,988,237). Il brevetto rivendica:
Devol, assieme a Joseph Engelberger, suo socio, fondarono la prima azienda di robotica del mondo, la Unimation.
Il robot serviva per la manipolazione di pezzi fabbricati con la pressofusione presi da una linea e saldati sulle carrozzerie delle automobili. Operazione rischiosa per un operaio, causa i fumi tossici e per l'eventuale danno fisico.
Il sistema meccatronico era composto da una console di comando, che si interfacciava al braccio elettromeccanico, ed eseguiva un'operazione di routine task memorizzata in una memoria a tamburo.
Nel 2003 il robot Unimate è stato introdotto nella Robot Hall of Fame.

## Cultura di massa
Un robot chiamato Unimate, disegnato da Alan von Neumann, Jr., apparve sui fumetti della DC Comics.
Unimate apparve durante una puntata del The Tonight Show di Johnny Carson mentre tirava una pallina da golf, versava una birra, salutava l'orchestra e gli spettatori.